# Sprawozdania Archeologiczne
Sprawozdania Archeologiczne – polskie naukowe czasopismo archeologiczne (rocznik) wydawane od 1955 roku przez Zakład Archeologii Polski Instytutu Historii Kultury Materialnej PAN w Krakowie, obecnie Instytut Archeologii i Etnologii PAN, Centrum Archeologii Gór i Wyżyn w Krakowie. Od 1955 do 1966 roku redaktorem tego czasopisma był prof. dr Stefan Nosek, w latach 1967–2003 – prof. dr. hab. Jan Machnik, a od 2004 roku jest nim prof. dr hab. Sławomir Kadrow. W Sprawozdaniach Archeologicznych (od tomu 56) publikowane są artykuły, pisane w języku angielskim i niemieckim, związane z archeologią Polski oraz Europy środkowej i południowo-wschodniej. Do 2011 roku ukazały się 63 tomy Sprawozdań Archeologicznych. W latach 1958–1960 ukazywały się po trzy tomy w jednym roku, a w 1961 roku ukazały się dwa tomy czasopisma. W pozostałych latach w jednym roku ukazywał się 1 tom Sprawozdań Archeologicznych. Pismo znajduje się na liście European Reference Index for the Humanities (ERIH).